# Children of Mud
Children of Mud es una película dramática nigeriana de 2017 escrita y dirigida por Imoh Umoren. Está protagonizada por Liz Benson y Matilda Obaseki y es el cuarto proyecto como directora de Umoren. La trama de la película se basa en la preocupación por los niños sin hogar en Nigeria. Se estrenó en cines nigerianos el 21 de julio de 2017 y obtuvo críticas positivas y algunas nominaciones en las ceremonias de premiación.

## Sinopsis
Siendo expulsados de su casa por su propia tía, una joven Emem y su hermano ciego Miracle se encuentran solos en las mezquinas calles.

## Elenco
- Liz Benson
- Matilda Obaseki
- Raphael Jackson como Miracle
- Mariam Kayode como Emem

## Premios y nominaciones
| Año  | Premios                                                 | Categoría                    | Resultado |
| ---- | ------------------------------------------------------- | ---------------------------- | --------- |
| 2018 | Premios de entretenimiento de Nigeria 2018              | Mejor imagen                 | Nominado  |
| 2018 | Sexta edición de los Africa Magic Viewers Choice Awards | Mejor actriz - Mariam Kayode | Nominado  |